# Macrosolen annamicus
Macrosolen annamicus är en tvåhjärtbladig växtart som beskrevs av Danser. Macrosolen annamicus ingår i släktet Macrosolen och familjen Loranthaceae. Inga underarter finns listade i Catalogue of Life.